# Vladimír Chalupník
Vladimír Chalupník (13. března 1923 Borodinovka – 11. března 1991 Třebíč) byl český zámečník a voják.

## Biografie
Vladimír Chalupník se narodil v roce 1923 ve vesnici Borodinovka, následně se celá rodina odstěhovala do české vesnice Čechohrad do Záporoží. Vladimír Chalupník nastoupil do učení na zámečníka a po vyučení pak nastoupil do továrny Komunar jako zámečník.
V roce 1941 však byl odveden do Rudé armády, ale až do roku 1943 pracoval jako dělník při stavbě zákopů. V roce 1943 nastoupil na vojenský výcvik a v témže roce požádal o vstup do československé armády v Buzuluku. Nastoupil pak na začátku roku 1944 do 2. paradesantní brigády v Jefremově. Působil jako parašutista a bojoval v Dukelském průsmyku. Během Slovenského národního povstání měl být vysazen na letišti Tri duby, ale ani při dvou pokusech se letadlu nepovedlo proniknout přes dělostřeleckou obranu. Působil tak jako řidič na frontě a dovážel munici do přední frontové linie. Byl dvakrát zraněn, najel vozem na minu a byl poraněn střepinou při útoku na jeho vůz. Působil v 1. československém armádním sboru a postupoval přes celé Slovensko až do Valašského Meziříčí, kde ukončil bojovou cestu.
Po skončení druhé světové války odešel na Znojemsko a pracoval v Tasovicích, kde se oženil a posléze se přestěhoval do Trnavy u Třebíče. Následně pak získal byt v Poušově u Třebíče. Až do důchodu pracoval v třebíčské továrně První brněnské strojírny. Zemřel v roce 1991. Byl evidován jako zájmová osoba STB.[zdroj?] Jeho příbuzní patřili mezi přesídlené české Ukrajince.